# Brintonia
Brintonia es un género monotípico de plantas herbáceas, perteneciente a la familia Asteraceae. Su única especie, Brintonia discoidea, es originaria de Norteamérica.

## Descripción
Tiene tallos con vellosidad suave (con pelos de 1 mm aprox.). Hojas: basales y caulinares con pecíolos alados de 2-8 cm, medianamente vellosos, hojas ampliamente a oval estrecha, de 40-100 × 30-80 mm, base cordada o atenúada, los márgenes serrados. Las inflorescencias en pedúnculos más cortos que los entrenudos, delgadas, estrigosas. Tiene un número cromosomático de 2 n = 18. Floración agosto-octubre.

## Distribución y hábitat
Se encuentra en los  suelos arenosos, bosques ricos, a veces pantanosos, a una altitud de 10-200 m; Alabama, Florida, Georgia, Luisiana, Mississippi. Crece en la llanura costera del Golfo al este del río Misisipi y en el extremo sur del valle y la provincia  en el norte de Alabama.

## Taxonomía
Brintonia discoidea fue descrita por (Elliott) Greene y publicado en Erythea 3(6): 89. 1895.
Sinonimia
- Aster discoideus Elliott
- Solidago discoidea (Elliott) Torr. & A.Gray
- Solidago discoidea Elliott[4]